# Hưng Yên
Hưng Yên è una città del Vietnam, situata nella provincia di Hung Yen. Degno di nota il Tempio della Letteratura.